# Bernadette Vergnaud
Pour les articles homonymes, voir Vergnaud.
Bernadette Vergnaud, née le 16 septembre 1950 à Montluçon (Allier), est une femme politique française, membre du Parti socialiste depuis février 1981.
Elle est secrétaire de la section socialiste de Poitiers de 1990 à 2003. En mars 2004, elle devient membre du bureau national du Conseil national des femmes.
Elle est titulaire de deux licences d'espagnol et de portugais et d'une maîtrise de civilisation latino-américaine, et a mené des études de philologie. Elle est membre de l'association France-Amérique latine. Elle a d'abord enseigné le latin, puis était intendante d'un collège avant de rejoindre les services du rectorat.

## Parcours politique
- 1998 : élue conseillère régionale de Poitou-Charentes jusqu'en 2004
- 1995 - 2001 : conseillère municipale de Poitiers
- 2001 : devient maire-adjointe de Poitiers, chargée de l'éducation
- 2008 : conseillère municipale déléguée aux affaires européennes de Poitiers
- 13 juin 2004 : élue députée européenne de la circonscription Ouest
- 7 juin 2009 : réélue députée européenne de la circonscription Ouest

## Sources
- "Nos élus au Parlement européen", L'hebdo des socialistes, no 534, samedi 13 juin 2009.